# Andrejus Korolkovas
Andrejus Korolkovas (Šiauliai, 27 de agosto de 1923 - 19 de março de 1996) foi um químico farmacêutico e jornalista. Nascido na Lituânia, e naturalizado brasileiro, é autor de diversas obras, traduzidas para vários idiomas, como japonês, alemão e inglês.
Com mais de 30 anos, embora já jornalista iniciou seus estudos em farmácia. Findou seus estudos na Universidade de São Paulo em 1961. Professor, fez seu doutorado nos Estados Unidos em 1966.
É autor de mais de 200 artigos científicos, publicados tanto no Brasil como no exterior. Participou da equipe que escreveu a 3° Farmacopeia Brasileira.

## Obras
- Química Farmacêutica
- Dicionário Terapêutico Guanabara (1994)

## Prêmios
- John R. Reitemeyer - Sociedade Interamericana de Imprensa.
- Prêmio José Reis de Divulgação Científica